# Ozineus lateralis
Ozineus lateralis là một loài bọ cánh cứng trong họ Cerambycidae.